# Wybory powszechne w Nigrze w 2011 roku

Położenie Nigru na mapie Afryki

Wybory powszechne w Nigrze w 2011 roku – wybory prezydenckie i parlamentarne przeprowadzone 31 stycznia 2011 w Nigrze. Ich organizacja nastąpiła w następstwie zamachu stanu w lutym 2010 i stanowiła ostatni etap powrotu kraju do rządów cywilnych. W pierwszej turze wyborów najwięcej głosów uzyskali Mahamadou Issoufou (36% głosów poparcia) oraz Seyni Oumarou (23%). W drugiej turze głosowania 12 marca 2011 zwycięstwo odniósł Mahamadou Issoufou, uzyskawszy ponad 58% głosów poparcia. Zaprzysiężenie nowego szefa państwa odbyło się 7 kwietnia 2011.
W wyborach parlamentarnych najwięcej mandatów zdobyła Nigerska Partia na rzecz Demokracji i Socjalizmu (PNDS) oraz Ruch Narodowy na rzecz Rozwijającego się Społeczeństwa (MNSD), na czele których stali odpowiednio Issoufou i Oumarou. 15 maja 2011 przeprowadzone zostały wybory uzupełniające w regionie Agadez, po anulowaniu pierwotnych wyników z powodu nieprawidłowości wyborczych.
Przebieg wyborów prezydenckich i parlamentarnych pochwalili międzynarodowi obserwatorzy z UE, UA oraz ECOWAS.

## Przygotowania do wyborów
18 lutego 2010 w Nigrze doszło do wojskowego zamachu stanu, w wyniku którego obalony został prezydent Mamadou Tandja, próbujący poprzez zmianę konstytucji wydłużyć swoje 10-letnie rządy. Władzę w kraju objęła junta wojskowa (Rada Najwyższa na rzecz Przywrócenia Demokracji, CSRD) na czele z mjr Salou Djibo, która zadeklarowała powrót do rządów cywilnych w ciągu 12 miesięcy. W tym czasie planowała przygotowanie projektu nowej konstytucji zatwierdzonego w powszechnym referendum oraz organizację wyborów regionalnych, parlamentarnych i prezydenckich.
Pod koniec kwietnia 2010 władze rozpoczęły prace zmierzające do przygotowania projektu konstytucji i określiły szczegółowy kalendarz wyborczy. 23 kwietnia 2010, powołana przez juntę i składająca się z przedstawicieli środowisk naukowych i społecznych, Komisja Konsultacyjna przedstawiła plan powrotu do rządów cywilnych. Przewidywał on roczny okres transferu władzy, począwszy kolejno od referendum konstytucyjnego 24 października 2010, promulgacji ustawy zasadniczej 11 listopada 2010, wyborów parlamentarnych i I tury wyborów prezydenckich 26 grudnia 2010, wyborów regionalnych i II tury wyborów prezydenckich 26 stycznia 2011, pierwszego posiedzenia parlamentu 14 lutego 2011 i skończywszy na zaprzysiężeniu nowego prezydenta 1 marca 2011. 5 maja 2010 rzecznik CSRD potwierdził kalendarz wyborczy wypracowany przez Komisję Konsultacyjną. Stwierdził, że powrót do rządów cywilnych nastąpi przed pierwszą rocznicą zamachu stanu.
14 czerwca 2010 prace rozpoczęła powołana Niezależna Narodowa Komisja Wyborcza (CENI) na czele z sędzią Abdourahmane Ghousmane. Jej głównymi zadaniami miały być m.in. rewizja list wyborczych, sporządzenie dokładnego kalendarza przygotowań wyborczych i kosztorysu organizacji wyborów. 3 lipca 2010 komisja wyborcza zmodyfikowała lekko kalendarz wyborczy, wyznaczając datę referendum konstytucyjnego na 31 października 2010, wyborów parlamentarnych i pierwszej tury prezydenckich na 3 stycznia 2011, z druga turą 14 stycznia 2011 i zaprzysiężeniem nowego szefa państwa 11 marca 2011.
6 września 2010 komisja wyborcza poinformowała o przesunięciu daty wyborów parlamentarnych i prezydenckich z 3 stycznia na 31 stycznia 2011 (z drugą turą w razie potrzeby 12 marca 2011) z powodu problemów organizacyjnych i lepszego przygotowania głosowania. Cały proces wyborczy miał się natomiast zakończyć zaprzysiężeniem nowego szefa państwa 6 kwietnia 2011. Jednocześnie tego samego dnia władze ogłosiły, że zapewniły krajowi pomoc finansową od międzynarodowych donatorów, służącą przeprowadzeniu wyborów, w wysokości 41 mln USD. Całkowity koszt organizacji wszystkich głosowań miał wynieść 45,7 mln euro.
31 października 2010 obywatele w narodowym referendum przyjęli projekt ustawy zasadniczej, w oparciu o którą zorganizowane zostały wybory prezydenckie i parlamentarne. Wprowadzał on system półprezydencki. Szefem państwa na 5-letnią kadencję mógł być wybrany obywatel, który ukończył 35 rok życia.

## Kandydaci

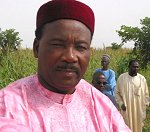
Mahamadou Issoufou

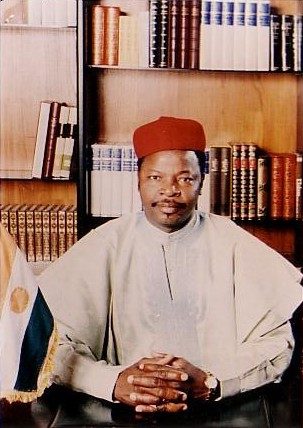
Mahamane Ousmane

17 lipca 2010 siedemnaście partii opozycyjnych wobec rządów prezydenta Tandji, zgrupowanych w koalicji Koordynacja Sił Demokratycznych Republiki (CFDR), podpisało porozumienie wyborcze. Przewidywało ono wystawienie własnych kandydatów w pierwszej turze głosowania i poparcie wspólnego kandydata w turze następnej. Wśród sygnatariuszy znaleźli się główni politycy dawnej opozycji: Hama Amadou, Mahamane Ousmane i Mahamadou Issoufou.
Hama Amadou, pełniący funkcję premiera w latach 1995–1996 oraz 2000–2007, powrócił do Nigru z emigracji we Francji w marcu 2010, by założyć nowe ugrupowanie polityczne, Demokratyczny Ruch Nigerski na rzecz Afrykańskiej Federacji (Mouvement Démocratique Nigérien pour une Fédération Africaine-Lumana Africa, MODEN-FA). 11 lipca 2010 publicznie ogłosił zamiar startu w wyborach. Z kolei na początku listopada 2010 kandydatem na urząd prezydenta wybrany został przez Nigerską Partię na rzecz Demokracji i Socjalizmu (Parti Nigerien pour la Democratie et le Socialisme-Tarayya, PNDS) inny z polityków opozycji, Mahamadou Issoufou. Ruch Narodowy na rzecz Rozwijającego się Społeczeństwa (Mouvement National de la Societé de Développement-Nassara, MNSD), dawny obóz rządzący prezydenta Tandji, 9 sierpnia 2010 swoim kandydatem mianował Seyniego Oumarou, pełniącego funkcję premiera w latach 2007–2009 oraz przewodniczącego parlamentu od 2009 do 2010.
22 grudnia 2011 Rada Konstytucja zatwierdziła 10 kandydatur w wyborach prezydenckich. Wśród głównych pretendentów do obsady funkcji szefa państwa znaleźli się trzej główni rywale: Mahamadou Issoufou, Hama Amadou, Seyni Oumarou, a także Mahamane Ousmane, Ousmane Issoufou Oubandawaki, Amadou Cissé, Amadou Cheiffou, Moussa Djermakoye Moumouni, Bayard Mariama Gamatié (pierwsza kobieta ubiegająca się o ten urząd), Abdoulaye Amadou Traoré. Z powodów natury etycznej Rada odrzuciła kandydaturę Ibrahimy Saidou Maigi.

## Sytuacja przed wyborami i kampania wyborcza
Pod koniec listopada 2010 partie polityczne, zarówno ze strony dawnej opozycji, jak i dawnego obozu władzy, zaapelowały do komisji wyborczej o usunięcie nieprawidłowości w procesie wyborczym, do których zaliczyły rozbieżności w liczbie uprawnionych do głosowania, różnice w danych na listach wyborców a kartach do głosowania oraz kwestię rozbieżnych informacji odnoszących się do liczby lokali wyborczych. Na początku stycznia 2011 Koordynacja Sił Demokratycznych Republiki wystąpiła ponownie z apelem o przegląd list wyborców. Hama Amadou stwierdził, że nieprawidłowości mogą dotyczyć nawet ok. 23% z nich. Jednakże partie tworzące koalicję nie doszły do wspólnego stanowiska w sprawie ewentualnego żądania przełożenia terminu wyborów. Minister spraw wewnętrznych wyjaśnił, iż listy wyborców zostały przejrzane przed i po referendum konstytucyjnym, odrzucając przy tym możliwość powtórzenia tychże działań w przeddzień wyborów. 9 stycznia 2011 rozpoczęła się trwająca trzy tygodnie kampania przed wyborami powszechnymi.
Z powodów problemów logistycznych związanych z dostarczeniem kart do głosowania komisja wyborcza 7 stycznia 2011 przesunęła o trzy dni datę wyborów regionalnych (z 8 na 11 stycznia 2011). W wyborach tych zwycięstwo odnieśli kandydaci byłej opozycji. Ruch Narodowy na rzecz Rozwijającego się Społeczeństwa zażądał unieważnienia wyników z powodów licznych nieprawidłowości. Sama komisja wyborcza przyznała, że w czasie głosowania doszło do problemów technicznych, jednak stwierdziła, że nie miały one wpływu na ostateczny wynik głosowania.
19 stycznia 2011, wszyscy kandydaci na urząd prezydenta wezwali rządzącą juntę wojskową do przesunięcia o trzy tygodnie wyborów prezydenckich (na 20 lutego 2011) oraz reorganizacji komisji wyborczej w celu uniknięcia nieprawidłowości zaobserwowanych podczas wyborów lokalnych. 24 stycznia 2011 Rada Najwyższa na rzecz Przywrócenia Demokracji, po odbyciu spotkania z kandydatami, zadecydowała jednakże o organizacji głosowania w zaplanowanym czasie.
Pod koniec stycznia 2011 sześciu kandydatów, w tym Seyni Oumarou i Hama Amadou, zawarło sojusz wyborczy, zakładający udzielenie sobie wzajemnego poparcia w drugiej turze wyborów.
Mahamadou Issoufou w czasie kampanii wyborczej zobowiązywał się do ożywienia krajowej gospodarki, reformy rolniczej oraz zwiększenia inwestycji w infrastrukturę, edukację, służbę zdrowia i sektor energetyczny do poziomu 6 bln franków CFA (12,7 mld USD) w ciągu 5 lat. Obiecał stworzenie 50 tys. nowych miejsc pracy rocznie dla młodych i bezrobotnych absolwentów szkół. W tym celu planował wykorzystać dochody ze sprzedaży zasobów naturalnych, w tym uranu. Rola państwa w tym sektorze miała ulec zwiększeniu. Zapowiadał średni wzrost gospodarczy w czasie swojej kadencji rzędu 7% rocznie (w 2009 wynosił 1,2%).
Seyni Oumarou opowiadał się za kontynuacją pracy prezydenta Tandji. Podkreślał jego zasługi dla kraju, w tym poprawę poziomu życia mieszkańców. Zobowiązał się również do zwolnienia Mamadou Tandji z więzienia w przypadku wygranej.

## Pierwsza tura wyborów prezydenckich i wybory parlamentarne
Pierwsza tura wyborów prezydenckich i wybory parlamentarne odbyły się w Nigrze 31 stycznia 2011. Do udziału w głosowaniu uprawnionych było 6,7 mln obywateli. Do obsady pozostawało 113 miejsc w Zgromadzeniu Narodowym. Głosowanie przebiegło w spokojnej atmosferze. Do jedynych poważniejszych zakłóceń doszło w mieście Tassara na północnym wschodzie kraju, gdzie zaatakowanych zostało kilka lokali wyborczych. Zanotowano także przypadki opóźnień w ich otwarciu.
Lider junty wojskowej mjr Salou Djibo, tuż po oddaniu głosu, określił dzień mianem „nowego początku”. Wyraził nadzieję w lepszą przyszłość i rozwój kraju oraz satysfakcję z organizacji głosowania. Komisja wyborcza miała trzy dni na ogłoszenie wyników wyborów, które następnie w ciągu 14 dni musiała zatwierdzić Rada Konstytucyjna.
Wybory w Nigrze monitorowane były przez obserwatorów z Unii Afrykańskiej, ECOWAS oraz Unii Europejskiej (UE). Obserwatorzy z UE nie zostali jednak rozmieszczeni z powodów bezpieczeństwa w północnym regionie Agadez. 2 lutego 2011 szef misji UE Santiago Fisas Ayxelá pochwalił przebieg głosowania, podając go za przykład dla innych państw na kontynencie. Stwierdził, że pomimo mniejszych problemów technicznych wybory były dużym sukcesem. Oświadczył, że poszanowana została wolność wypowiedzi i komunikowania się wszystkich kandydatów. Obserwatorzy z UE również wyrazili satysfakcję z procesu wyborczego, pomimo odnotowanych problemów logistycznych. ECOWAS oznajmiła, że głosowanie odbyło się w sposób przejrzysty i wezwała kandydatów i ich zwolenników do zachowania spokoju i podejmowania dalszych działań w zgodzie z obowiązującym prawem.
4 lutego 2010 komisja wyborcza ogłosiła wyniki wyborów prezydenckich i parlamentarnych. Do drugiej tury głosowania przeszedł Mohamadou Issoufou, który zdobył 36% głosów poparcia oraz Seyni Oumarou z wynikiem 23% głosów. Trzecie miejsce zajął Hama Amadou (niecałe 20% głosów). Wyniki wyborów do parlamentu pokryły się z wynikami wyborów prezydenckich. Najwięcej mandatów (39) uzyskała Nigerska Partia na rzecz Demokracji i Socjalizmu, następnie Ruch Narodowy na rzecz Rozwijającego się Społeczeństwa (26) i Demokratyczny Ruch Nigerski na rzecz Afrykańskiej Federacji (24). Frekwencja wyborcza wyniosła ok. 52%.
9 lutego 2011 Hama Amadou wycofał się z sojuszu wyborczego z Seynim Oumarou i przed drugą turą wyborów poparł oficjalnie Mohamadou Issoufou, co postawiło go w roli faworyta do urzędu prezydenckiego. Następnego dnia poparcie dla Issoufou wyraziło troje kolejnych kandydatów, którzy zdobyli w sumie ok. 10% głosów: Amadou Cheffou, Moussa Moumouni Djermakoye i Amadou Cissé. 22 lutego 2011 Rada Konstytucyjna zatwierdziła wyniki pierwszej tury wyborów prezydenckich, nieznacznie zmieniając dokładne wyniki uzyskane przez poszczególnych, co nie miało jednak wpływu na ich kolejność w wyborach.
16 marca 2011 Rada Konstytucyjna zatwierdziła natomiast ostateczne wyniki wyborów parlamentarnych. Zgodnie z nimi, Nigerska Partia na rzecz Demokracji i Socjalizmu uzyskała 34 mandaty, Ruch Narodowy na rzecz Rozwijającego się Społeczeństwa – 25, a Demokratyczny Ruch Nigerski na rzecz Afrykańskiej Federacji – 24. Rada unieważniła jednocześnie wyniki wyborów parlamentarnych w regionie Agadez z powodu nieprawidłowości wyborczych. Ponowne głosowanie w celu obsady 6 mandatów z tego regionu miało się odbyć w ciągu 2 miesięcy, w terminie do 16 maja 2011.

## Druga tura wyborów prezydenckich
Druga tura wyborów prezydenckich z 12 marca 2011 odbyła się w pokojowej atmosferze. Mjr Salou Djibo pochwalił przebieg całego głosowania, oznajmiając, że był to „wielki dzień dla niego samego i wszystkich Nigerczyków”, a wybory mogą stanowić przykład dla reszty Afryki. Wezwał przy tym kandydatów do poszanowania werdyktu wyborców, a przegranego do zaakceptowania porażki. W tym samym dniu Issoufou i Oumarou zobowiązali się do uznania wyników wyborów i podejmowania dalszych działań wyłącznie na drodze prawnej.
14 marca 2011 komisja wyborcza ogłosiła wyniki wyborów, zgodnie z którymi zwycięstwo odniósł Mahamadou Issoufou, zdobywając nieco ponad 58% głosów poparcia. Seyni Oumarou uzyskał niecałe 42% głosów. Frekwencja wyborcza była niższa niż w pierwszej turze wyborów i wyniosła ok. 49%. Prezydent elekt podziękował wyborcom za zaufanie, stwierdzając, że obywatele wykazali się dojrzałością polityczną, oddając swoje głosy w sposób pokojowy. Wyniki wyborów w ciągu 15 dni musiała zatwierdzić Rada Konstytucyjna, co też uczyniła 1 kwietnia 2011.
16 marca 2011 wyniki wyborów zaakceptował Seyni Oumarou. Pogratulował zwycięzcy i ogłosił, że nie będzie występował ze skargą wyborczą do Rady Konstytucyjnej. Stwierdził, że jego zamiarem nie jest wywoływanie „nowej spirali niekończących się trudności”.
Przebieg wyborów pochwaliła misja obserwacyjna UE, która nazwała je „zwycięstwem narodu nigerskiego” i uznała za „przykład powrotu do demokracji w pokoju”. Obserwatorzy z ECOWAS i UA wyrazili satysfakcję z przebiegu całego procesu wyborczego, ogłaszając, że zarówno samo głosowanie, jak również zliczanie głosów odbyło się bez żadnych incydentów. 24 marca 2011 ECOWAS zniosła sankcje nałożone na Niger w 2009.

## Zaprzysiężenie nowych władz
30 marca 2011 odbyła się uroczysta inauguracja nowego Zgromadzenia Narodowego. Natomiast zaprzysiężenie nowego prezydenta odbyło się 7 kwietnia 2011 na stadionie Palais des Sports (Pałac Sportów) w Niamey. W ceremonii wzięło udział 8 szefów państw afrykańskich (prezydenci Beninu – Yayi Boni, Gabonu – Ali Bongo Ondimba, Gwinei – Alpha Condé, Konga – Denis Sassou-Nguesso, Liberii – Ellen Johnson-Sirleaf, Mali – Amadou Toumani Touré, Senegalu – Abdoulaye Wade oraz  Togo – Faure Gnassingbé), a także tysiące obywateli. Major Salou Djibou uzyskał odznaczenie państwowe w uznaniu zasług dla kraju i demokracji. Prezydent Issoufou zobowiązał się natomiast do podjęcia działań na rzecz eliminacji ubóstwa oraz nawiedzających Niger klęsk głodu.

## Wybory uzupełniające do parlamentu
12 kwietnia 2011 Rada Konstytucyjna wyznaczyła datę wyborów uzupełniających do Zgromadzenia Narodowego w regionie Agadez na 15 maja 2011. Kampania wyborcza rozpoczęła się 7 maja i trwała do 13 maja 2011. Do udziału w wyborach zarejestrowanych zostało ponad 181 tys. wyborców oraz 8 list wyborczych, w tym reprezentujące wszystkie największe partie polityczne.
6 czerwca 2011 Rada Konstytucyjna zatwierdziła wyniki głosowania, według których Nigerska Partia na rzecz Demokracji i Socjalizmu (PNDS) prezydenta Issoufou zdobyła 3 z 6 mandatów, Demokratyczny Ruch Nigerski na rzecz Afrykańskiej Federacji (MODEN-FA) – 2 mandaty, a Ruch Narodowy na rzecz Rozwijającego się Społeczeństwa (MNSD) jeden mandat.

## Wyniki wyborów

### Wybory prezydenckie

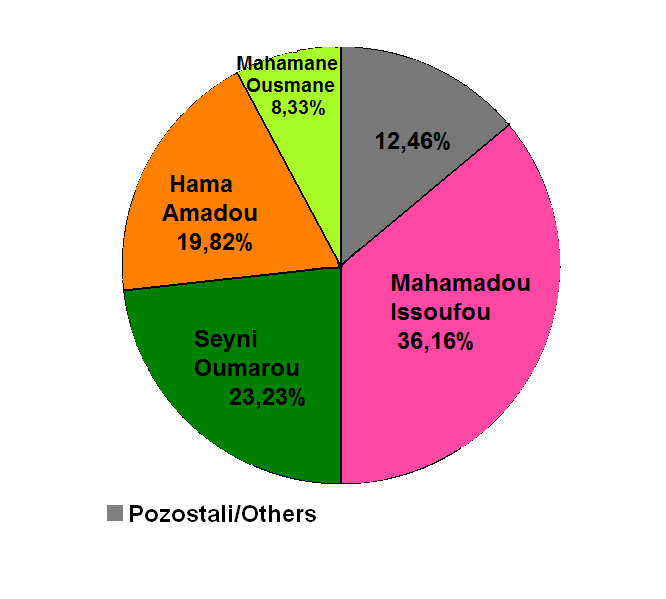
Wyniki pierwszej tury wyborów prezydenckich

- Szczegółowe wyniki I tury wyborów prezydenckich:

| Kandydat                 | Kandydat                     | Partia polityczna                                                      | Liczba głosów | %      |
| ------------------------ | ---------------------------- | ---------------------------------------------------------------------- | ------------- | ------ |
|                          | Mahamadou Issoufou           | Nigerska Partia na rzecz Demokracji i Socjalizmu (PNDS)                | 1 192 945     | 36,16% |
|                          | Seyni Oumarou                | Ruch Narodowy na rzecz Rozwijającego się Społeczeństwa (MNSD)          | 766 215       | 23,23% |
|                          | Hama Amadou                  | Demokratyczny Ruch Nigerski na rzecz Afrykańskiej Federacji (MODEN-FA) | 653 737       | 19,82% |
|                          | Mahamane Ousmane             | Konwencja Demokratyczna i Społeczna (CDS)                              | 274 676       | 8,33%  |
|                          | Cheiffou Amadou              | Rassemblement Social Démocrate                                         | 134 732       | 4,08%  |
|                          | Moussa Moumouni Djermakoye   | Alliance Nigérienne pour la Démocratie et le Progrès                   | 129 954       | 3,94%  |
|                          | Issoufou Ousmane Oubandawaki | ARD Adaltchi-Mutunchi                                                  | 63 378        | 1,92%  |
|                          | Amadou Cissé                 | Union pour la Démocratie et la République                              | 52 779        | 1,60%  |
|                          | Abdoulaye Amadou Traoré      | niezależny                                                             | 17 630        | 0,53%  |
|                          | Bayard Mariama Gamatié       | niezależna                                                             | 12 595        | 0,38%  |
| Głosy nieważne           | Głosy nieważne               | Głosy nieważne                                                         | 177 107       |        |
| Razem (frekwencja 51,6%) | Razem (frekwencja 51,6%)     | Razem (frekwencja 51,6%)                                               | 3 475 748     | 100%   |
| Źródło:                  |                              |                                                                        |               |        |

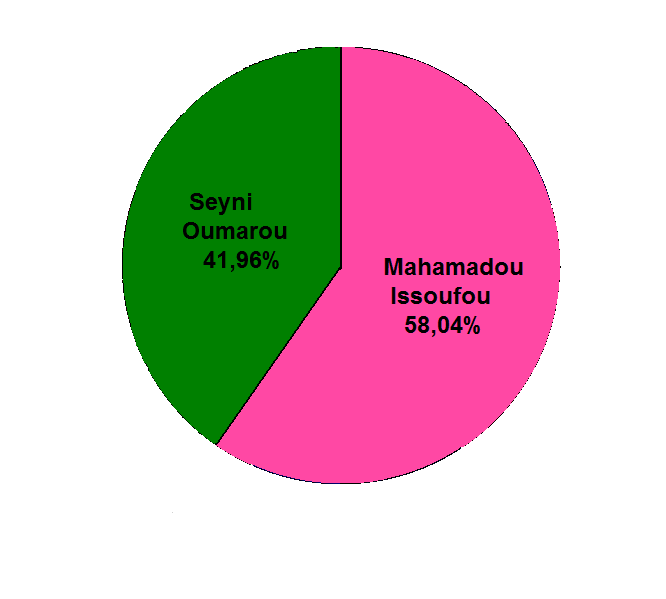
Wyniki drugiej tury wyborów prezydenckich

- Szczegółowe wyniki II tury wyborów prezydenckich:

| Kandydat                 | Kandydat                 | Partia polityczna                                             | Liczba głosów | %      |
| ------------------------ | ------------------------ | ------------------------------------------------------------- | ------------- | ------ |
|                          | Mahamadou Issoufou       | Nigerska Partia na rzecz Demokracji i Socjalizmu (PNDS)       | 1 797 382     | 58,04% |
|                          | Seyni Oumarou            | Ruch Narodowy na rzecz Rozwijającego się Społeczeństwa (MNSD) | 1 299 436     | 41,96% |
| Głosy nieważne           | Głosy nieważne           | Głosy nieważne                                                | 203 209       |        |
| Razem (frekwencja 49,0%) | Razem (frekwencja 49,0%) | Razem (frekwencja 49,0%)                                      | 3 300 027     | 100%   |
| Źródło:                  |                          |                                                               |               |        |

### Wybory parlamentarne
- Podział mandatów wyborach parlamentarnych:

| Partia polityczna        | Partia polityczna                                                      | Liczba głosów | % głosów | Liczba mandatów | Liczba mandatów w wyb. uzupeł. | Liczba mandatów ogółem |
| ------------------------ | ---------------------------------------------------------------------- | ------------- | -------- | --------------- | ------------------------------ | ---------------------- |
|                          | Nigerska Partia na rzecz Demokracji i Socjalizmu (PNDS)                | 1 066 011     | 33%      | 34              | 3                              | 37                     |
|                          | Narodowy Ruch na rzecz Rozwijającego się Społeczeństwa (MNSD)          | 664 525       | 20,57%   | 25              | 1                              | 26                     |
|                          | Demokratyczny Ruch Nigerski na rzecz Afrykańskiej Federacji (MODEN-FA) | 637 108       | 19,72%   | 23              | 2                              | 25                     |
|                          | Alliance Nigérienne pour la Démocratie et le Progrès                   | 242 770       | 7,51%    | 8               | 0                              | 8                      |
|                          | Rassemblement pour la Démocratie et le Progrès                         | 209 622       | 6,49%    | 7               | 0                              | 7                      |
|                          | Union pour la Démocratie et la République                              | 175 876       | 5,44%    | 6               | 0                              | 6                      |
|                          | Konwencja Demokratyczna i Społeczna (CDS)                              | 105 828       | 3,28%    | 3               | 0                              | 3                      |
|                          | Union Nationale des Indépendants                                       | 32 018        | 0,99%    | 1               | 0                              | 1                      |
|                          | Pozostałe partie                                                       | 96 740        | 2,97%    | 0               | 0                              | 0                      |
| Głosy nieważne           | Głosy nieważne                                                         | 87 437        |          | -               | -                              | -                      |
| Razem (frekwencja 49,2%) | Razem (frekwencja 49,2%)                                               | 3 317 935     |          | 107             | 6                              | 113                    |
| Źródło:                  |                                                                        |               |          |                 |                                |                        |